# Pizzo Paglia
Le Pizzo Paglia, ou Saas de la Paiaest, est un sommet des Alpes suisses culminant à 2 592 m d'altitude dans les Alpes lépontines, dans le canton des Grisons. Il est à la limite des communes de Cama et Grono. La frontière italienne passe à environ 250 mètres au sud, à 2 549 m d'altitude ce qui constitue le point culminant de la province de Côme.